# Камер-коллегия
Камер-коллегия — одна из коллегий, центральное государственное учреждение в Российской империи. Была образована в 1718 году для заведования казёнными сборами и некоторыми отраслями государственного хозяйства (земледелием, скотоводством и др.); впоследствии часть её дел перешла к другим коллегиям.
Камер-коллегия была закрыта в 1785 году; с 1797 по 1801 гг. существовала для заведования подрядами и откупами.

## Президенты[1]

### 1-й период
1. Голицын, Дмитрий Михайлович (1718—1722)
2. Кошелев, Герасим Иванович (1722)
3. Плещеев, Алексей Львович (1723—1725)
4. Нарышкин, Александр Львович (1725—1727)
5. Голицын, Дмитрий Михайлович, повторно (1727—1732)[2]
6. Голицын, Сергей Дмитриевич (1732—1735)
7. Мельгунов, Пётр Наумович (1735—1737)
8. Бибиков, Иван Иванович (1737—1742)
9. Кисловский, Григорий Матвеевич (1742—1753)
10. Шаховской, Михаил Иванович (1753—1760)
11. Юшков, Иван Иванович (1760—1762)
12. Куракин, Борис Александрович (1762—1764)
13. Мельгунов, Алексей Петрович (1764—1777)
14. Щербатов, Михаил Михайлович (1778—1784)

### 2-й период
1. Попов, Василий Степанович (1797—1799)
2. Кожин, Алексей Никитич (1799—1801)
3. Тейльс, Игнатий Антонович (1801)

## Вице-президенты
- Бакунин, Михаил Васильевич
- Баскаков, Алексей Петрович (с 12.07.1727)
- Козмин, Матвей Семёнович (с 29.03.1753)
- Моисеев, Пётр Петрович
- Нирод, Магнус Вильгельм
- Яковлев, Алексей Александрович